# Konanūr
Konanūr är en ort i Indien.   Den ligger i distriktet Hassan och delstaten Karnataka, i den södra delen av landet, 1 800 km söder om huvudstaden New Delhi. Konanūr ligger 835 meter över havet och antalet invånare är 9 555.
Terrängen runt Konanūr är platt. Runt Konanūr är det tätbefolkat, med 356 invånare per kvadratkilometer. Närmaste större samhälle är Arkalgūd, 14,6 km norr om Konanūr. Trakten runt Konanūr består till största delen av jordbruksmark.